# Setanta albitarsis
Setanta albitarsis là một loài tò vò trong họ Ichneumonidae.